# Дайч, Владимир Самуилович
Владимир Самуилович Дайч — заслуженный артист России. Профессор, заведующий кафедрой специального фортепиано в Ростовской Государственной консерватории имени С. В. Рахманинова.

## Биография
Владимир Дайч родился в семье Самуила Ароновича Дайча и его жены Елены Александровны Мутман.
Первый сольный концерт Владимир Дайч дал в двенадцатилетнем возрасте. Его отец был выпускником консерватории и известным советским органистом, которого приглашали выступать в Большом зале филармонии в Санкт-Петербурге.
С 1956 по 1967 год Владимир Дайч учился во Львовской специальной средней музыкальной школе. Его преподавателем там был Александр Лазаревич Эйдельман. С 1967 по 1972 год учился в Московской государственной консерватории им. П. И. Чайковского. С 1975 по 1978 год — в аспирантуре Московской консерватории. Его учителем был профессор Лев Николаевич Власенко. В аспирантуре он обучался заочно. 
Владимир Дайч с сольными концертами, в составе оркестров и ансамблей объездил города России, Украины, Армении, Белоруссии, Эстонии, Азербайджана, Израиля и Германии.
С 16 сентября 1995 года — профессор Ростовской Государственной Консерватории им. С. В. Рахманинова.
С 1996 года Владимир Дайч заслуженный артист Российской Федерации. Общий педагогический стаж составляет 44 года. Преподает специальность, специальный инструмент и педагогическую практику. В 1997 году ему присвоили звание профессора.
Его учеником в Ростовской консерватории был Олег Аккуратов. Он учил Дарью Музыку, Марину Флеккель, Ирину Стрелкову, Анастасию Тимофееву, Светлану Хугаеву, Тамару Майданевич, Наталью Меньшикову, Диану Багдасарян, Веру Миницыну.
В марте 2014 года был членом жюри краевого конкурса учащихся фортепианных отделений детских, музыкальных и школ искусств Краснодарского края и Республики Адыгея в городе Ейске.